# (2001) Einstein
(2001) Einstein ist ein Asteroid des Hauptgürtels, der am 5. März 1973 vom Schweizer Astronomen Paul Wild am Observatorium Zimmerwald (IAU-Code 026) in der Schweizer Gemeinde Wald im Kanton Bern entdeckt wurde.
Er wurde am 15. Oktober 1977 nach dem theoretischen Physiker und Begründer der Relativitätstheorie Albert Einstein benannt.